# Hästasjön (Håcksviks socken, Västergötland)
Hästasjön är en sjö i Svenljunga kommun i Västergötland och ingår i Ätrans huvudavrinningsområde.